# أدريان (اسم)
أدريان هو اسم علم شخصي مذكر من أصل لاتيني، شكل من اسم هاندريانوس (انظر هادريان). يعود أصله من نهر أدريا، ومن كلمة أدور الإيليرية وألذي يعني البحر أو الماء. وحمل العديد من القديسين ووستة من الباباوات، بما في ذلك البابا الإنكليزي الوحيد، أدريان الرابع، والبابا الهولندي الوحيد ادريان السادس. بالنسبة للإنكليز، فقد كان مستخدما منذ العصور الوسطى، على الرغم من انها لم ينل شعبية حتى العصر الحديث. وهو اسم شعبي جدا في رومانيا. وله أيضاً نسخة للإناث أدريانا وأدرياني.

## الشخصيات
- أدريان الأول بابا إيطالي
- أدريان الثاني بابا إيطالي
- أدريان الثالث بابا إيطالي
- أدريان الرابع بابا إنجليزي
- أدريان الخامس بابا إيطالي
- أدريان السادس بابا هولندي
- أدريان برودي ممثل أمريكي
- أدريان رابيو لاعب كرة قدم فرنسي
- أدريان سميث معماري أمريكي
- أدريان كانترويتز جراح أمريكي
- أدريان أنجور لاعب كرة مضرب روماني
- أدريان أنوس رامي مطرقة مجري
- أدريان باسدار ممثل أمريكي
- أدريان بلاو فلكي هولندي
- أدريان بوبا لاعب كرة قدم روماني
- أدريان باول ممثل بريطاني
- أدريان باين لاعب كرة سلة أمريكي
- أدريان بانكس لاعب كرة سلة أمريكي
- أدريان بوبسكو لاعب كرة قدم روماني
- أدريان بيرد عالم وراثة بريطاني
- أدريان بيريل لاعب كريكيت جنوب أفريقي
- أدريان جوستين لاعب كرة قدم إنجليزي
- أدريان ديباندا لاعب كرة يد فرنسي
- أدريان دانتلي لاعب كرة سلة أمريكي
- أدريان دياكونو ملاكم روماني
- أدريان راموس لاعب كرة قدم كولومبي
- أدريان رينيه فرانشيه عالم نبات فرنسي
- أدريان روبوتان لاعب كرة قدم روماني
- أدريان زيلر سياسي فرنسي
- أدريان سوتيل سائق فورمولا ون ألماني
- أدريان سيريو لاعب كرة قدم كندي
- أدريان سميث سياسي أمريكي
- أدريان سميث مغني وموسيقي إنجليزي
- أدريان ستويان لاعب كرة قدم روماني
- أدريان سميث لاعب كرة سلة أمريكي
- أدريان سينا مغني روماني
- أدريان غرينيه ممثل ومخرج أمريكي
- أدريان غريفين لاعب كرة سلة أمريكي
- أدريان غونزاليز موراليس لاعب كرة قدم إسباني
- أدريان غونزاليس لاعب كرة قاعدة أمريكي
- أدريان غارسيا لاعب كرة مضرب تشيلي
- أدريان فوكر فيزيائي وملحن هولندي
- أدريان فينتي سياسي أمريكي
- أدريان فرتيجر مصمم طباعة سويسري
- أدريان فوينا لاعب كرة مضرب روماني
- أدريان كارتون دي ويارت قائد عسكري بريطاني
- أدريان كامبوس سائق فورمولا ون إسباني
- أدريان كويست لاعب كرة مضرب أسترالي
- أدريان لودوغ ريتشر رسام ألماني
- أدريان لين مخرج بريطاني
- أدريان لونا لاعب كرة قدم أورغواياني
- أدريان لوبيز رودريغيز لاعب كرة قدم إسباني
- أدريان لوروا لاعب كرة قدم إسباني
- أدريان ماري ليجاندر رياضياتي فرنسي
- أدريان مييرجيفسكي لاعب كرة قدم بولندي
- أدريان موتو لاعب كرة قدم روماني
- أدريان مانارينو لاعب كرة مضرب فرنسي
- أدريان مورمان لاعب كرة سلة فرنسي
- أدريان نيوي سائق فورمولا ون بريطاني
- أدريان ناستاسه سياسي روماني
- أدريان نيفل مصارع إنجليزي
- أدريان-هنري دو جوسيو عالم نبات فرنسي
- أدريان هرنانديز ملاكم مكسيكي